# クッヘンメタッポター
クッヘンメタッポター (Khenmetptah) は、エジプト第2王朝の時期の古代エジプトのファラオの娘。彼女の名前はカイロ近郊のヘルワンで見つかった彼女の墓にあった石碑にのみ残っている。石碑には、彼女が供え物の置かれたテーブルの前に座っている様子が描かれており、テーブルの横には膨大な数の供え物が並べられている。
この石碑の絵の上に、「王の娘 クッヘンメタッポター」という文字が記されており、彼女の父に当たるこの王が誰なのかはわかっていない。石碑の様式から、エジプト第2王朝時代の王の誰かであると推測されている。